# Trälöpare
Trälöpare är en skridskomodell. De är en sorts löpare där skenan inte är fästad direkt i skon utan i en trästock. Den snörs sedan fast på skon i likhet med den så kallade holländska skridskon från 1200-talet. Trälöparmodellen var tidigare vanlig vid långfärdsskridskoåkning. Trälöpare benämns ofta för Gillbergare efter en dominerande leverantör av sådan skridskor, Gillbergs.